# Râul Pârvești
Râul Pârvești este un curs de apă, afluent al râului Bârlad. 